# Clean Break – Die schmutzige Wahrheit
Clean Break – Die schmutzige Wahrheit (Originaltitel: Clean Break) ist ein US-amerikanischer Thriller aus dem Jahr 2008. Regie führte Robert Malenfant, der auch das Drehbuch schrieb.

## Handlung
Die Eheleute Matt und Julia McKay führen in Barcelona eine florierende Werbeagentur. Matt, der ein Alkoholproblem hat, verdächtigt seine Ehefrau der Untreue seitdem ihm eine ihrer Spesenabrechnungen besonders hoch scheint. Er will sie im betrunkenen Zustand ermorden lassen; es kommt zur ehelichen Gewalt.
Matt begeht Selbstmord. Der Fall scheint der Polizei und der Versicherungsgesellschaft verdächtig, weswegen Ermittlungen gestartet werden.

## Kritiken
Die Kritiker der Fernsehzeitschrift TV Spielfilm waren arg enttäuscht, was sie mit den Worten: „Hohl, bis auf die runderneuerten Brüste von Partyluder Reid“ zum Ausdruck brachten.

## Hintergründe
Der Film wurde in Barcelona gedreht. Seine Produktionskosten betrugen schätzungsweise 2,5 Millionen Euro (ca. 3,2 Millionen US-Dollar); an der Finanzierung waren zwei spanische Fernsehsender beteiligt. Der Film wurde in den meisten Ländern direkt auf DVD veröffentlicht; in Deutschland am 24. April 2008.